# Austrodecus (Tubidecus) bathyale
Austrodecus (Tubidecus) bathyale là một loài nhện biển trong họ Austrodecidae. Loài này thuộc chi Austrodecus. Austrodecus (Tubidecus) bathyale được miêu tả khoa học năm 1991 bởi Stock.